# Sabine Christiansen (Fernsehsendung)
Sabine Christiansen war eine politische Talkshow im Ersten Deutschen Fernsehen (ARD). Moderatorin war Sabine Christiansen.
Die Sendung wurde erstmals am 4. Januar 1998 ausgestrahlt und lief bis zum 24. Juni 2007 immer sonntags um 21:45 Uhr. Vom 1. September 2002 an wurde die Sendung von Sabine Christiansens Firma TV21 GmbH produziert. Insgesamt wurden 447 Folgen hergestellt. Das Format entwickelte sich zur damals bekanntesten Talk-Sendung im deutschen Fernsehen. Die jährlichen Kosten für die ARD lagen bei rund zehn Millionen Euro, dies entspricht rund 200.000 Euro pro Sendung.
Die Quoten und Marktanteile der Sendung standen im Jahresschnitt 2002 bei fünf Millionen und einem Marktanteil von 18,3 Prozent, im Juni 2006 bei 3,72 Millionen und einem Marktanteil von 12,9 Prozent.

## Konzept der Sendung
Während der einstündigen Ausstrahlung äußerten die geladenen Gäste aus Politik und Wirtschaft ihre Meinung zum Thema der Sendung und diskutierten miteinander unter Leitung der Moderatorin. Die Auswahl des wöchentlich wechselnden Themas orientierte sich im Wesentlichen an der in den Medien geführten aktuellen politischen Debatte; meist wurde das Thema als Frage formuliert. Nach der Ausstrahlung wurden Redebeiträge einzelner Gäste sowie in der Gesprächsrunde geführte argumentative Auseinandersetzungen von vielen Medien in Deutschland aufgenommen und weiter ausgebreitet. Der Moderatorin Christiansen wurde in den Medien ein größerer Einfluss zugeschrieben als manchem Abgeordneten, gleichzeitig wurde ihre Sendung, teilweise stellvertretend für die zunehmende Boulevardisierung der Berichterstattung, kritisiert.
Die Sendung war innerhalb der ARD dem Unterhaltungsressort statt der für Politik zuständigen ARD-Koordination zugeordnet. Im Zuge der Diskussion über die Moderatorennachfolge im Januar 2007 kritisierte der damalige SWR-Intendant Peter Voß dies mit den Worten: „Ich habe es immer für unsinnig gehalten, ‚Sabine Christiansen‘ bei der Unterhaltung anzusiedeln. Die Sendung wurde damit der professionellen Kritik der ARD-Chefredakteure entzogen.“
Die Sendung wurde live aus dem Globe City Studio, einem kugelförmigen Einzelstudio am Berliner Breitscheidplatz, gesendet. Das „Panorama Berlin“ wurde 1989 als 360-Grad-Kino gebaut, diente später als Discothek und wurde 1997 zu einem Fernsehstudio umgebaut. Auf ca. 280 Quadratmetern Grundfläche konnten 95 Zuschauer die Sendung verfolgen. Im Globe City Studio werden auch einzelne Sendungen von Hart aber fair produziert.

## Geschichte

### Interview mit George W. Bush
Im Mai 2006 führte Sabine Christiansen das erste Interview mit dem US-Präsidenten George W. Bush im deutschen Fernsehen. Es war zugleich auch das längste Interview, das Bush je einem ausländischen Sender gewährte.

### Ausladung Garri Kasparow
2006 wurde der ehemalige Schachweltmeister und russische Regimekritiker Garri Kasparow kurzfristig aus der Sendung ausgeladen. Ebenfalls ausgeladen wurde der WDR-Journalist und langjährige Russlandkorrespondent Klaus Bednarz. Als Grund für die Nichtteilnahme Kasparows gab die Redaktion „technische Probleme“ an, die eine Schaltung nach Moskau verhindert hätten. Bednarz und Jürgen Roth, ein weiterer Gast der Sendung, behaupteten jedoch, Mitarbeiter aus Christiansens Team hätten im persönlichen Gespräch politischen Druck als wahren Grund genannt. Der russische Botschafter, der an der Sendung teilnahm, habe die Einladung Kasparows abgelehnt. Günter Nooke, der Menschenrechtsbeauftragte der Bundesregierung, kritisierte die Gästeauswahl.

### Sendungsende
Am 23. Juni 2006 gab die Moderatorin bekannt, dass sie die Sendung im Sommer 2007 beenden werde. 
„Die Gründe für diese Entscheidung liegen in einem verstärkten Engagement meinerseits für das weltweite CNBC-Format ,Global Players' als auch im privaten Bereich durch eine Verlagerung meines Lebensmittelpunkts ins Ausland.“
Die eigentlichen Gründe für die „Trennung“ seien, so Michael Hanfeld (FAZ), in dem Graben zu suchen, der sich zwischen der Moderatorin und ihrem Sender, ja zwischen ihr und einem großen Teil der restlichen Welt, aufgetan habe.
Der für eine Nachfolgesendung am selben Sendeplatz ursprünglich vorgesehene Günther Jauch sagte nach mehrmonatigen Verhandlungen aufgrund zu großer Forderungen der ARD nach journalistischer Exklusivität ab. Daraufhin einigten sich die Intendanten der Landesrundfunkanstalten darauf, ab September 2007 eine Nachfolgesendung mit Anne Will ins Programm zu nehmen.
Am 24. Juni 2007 wurde die letzte Sendung ausgestrahlt. Als Gast war lediglich Bundespräsident Horst Köhler eingeladen. Zum Empfang nach der letzten Sendung wurde der Politikwissenschaftler Jürgen W. Falter, der mehrmals Gast in der Sendung gewesen war, ausgeladen, nachdem er sich zuvor kritisch über die inhaltliche Qualität geäußert hatte.

## Kritik

### Niedriger Frauenanteil
1999 wurde Sabine Christiansen wegen des geringen Frauenanteils unter ihren Gästen der Medienpreis des Medienfrauentreffens Saure Gurke überreicht.

### Walter van Rossum, 2004
In seinem Spiegel-Bestseller Meine Sonntage mit „Sabine Christiansen“. Wie das Palaver uns regiert bot 2004 Walter van Rossum eine kritische Analyse der Talkshow. Die Talkshow von Christiansen spiegele eine streitbare Demokratie vor, womit sie allerdings weder neu noch exklusiv sei. Stattdessen würde sie die „Wünsche der Chefetage ans Volk“ durchreichen und eine Wachstum-um-jeden-Preis-Ideologie verfolgen. Es gehe dabei nicht mehr um Reformen, sondern um Systemüberwindung. Stellvertretend habe das Ole von Beust formuliert: „Ich glaube, wenn wir im Moment die Chance nicht nutzen, zu sagen, es geht nicht mehr um Bausteine im System, es geht um einen notwendigen Systemwechsel in vielen Bereichen, vertun wir eine Chance.“ Leitmotivisch gehe es, so die Meinung Rossums, immer darum, Deutschland erst in Gefahr zu wiegen, um es anschließend zu retten. Dabei gebe es aber keine Diskussion, da eine von Rossum so genannte „Deutschland-Rettungs-AG“, womit er die Chefetage aus Politik, Wirtschaft, Lobby und Beratern meint, ihre Zehnjahrespläne dekretiere. Rossum sieht Sabine Christiansen als beflissene Chefsekretärin des "Juste-milieu", sie funktioniere als eine „Tonspur in der Endlosschleife mit den stets gleichen Figuren, die bloß unterschiedliche Namen tragen“. Fast jede Sendung sei ein „orgelumtostes Hochamt für den Gott des Wachstums“. „Es ist nämlich so: Geht es ‚der‘ Wirtschaft gut, dann geht es ‚uns‘ gut. Nur leider geht es der Wirtschaft nicht gut. Und daran ist der Rest der Gesellschaft schuld. Es gibt nur eine Rettung: Wachstum, Wirtschaftswachstum, für das die Arbeitenden wie die Arbeitslosen etwas weniger bekommen, aber mehr tun müssen.“ Klaus Koch (DPA) stellte fest, dass in der zweiten Auflage ein Satz gestrichen werden musste, gegen den die Produktionsfirma eine Unterlassungserklärung erhoben hatte: Ein Mitarbeiter von Finanzminister Hans Eichel sei als Berater für die Auswahl der Gäste zuständig.

### Spiegel Online, 2006
Als Christiansen bekanntgab, ihre Sendung beenden zu wollen, kommentierte Reinhard Mohr von Spiegel Online diese „Medien-Sensation“ mit den Worten: „Wenn ein unerbetener Rat erlaubt wäre: Sabine Christiansen sollte gleich aufhören, hier und jetzt. Es wäre ein Segen für alle Beteiligten.“ Eine frauenfeindliche Tendenz dieses Umgangs mit einer renommierten Kollegin weiblichen Geschlechts wurde aus gendertheoretischer Perspektive von Claudia Riesmeyer und Martina Thiele herausgearbeitet und in den Kontext der einer kritischen Diskursanalyse unterzogenen Berichterstattung des Spiegel gestellt.
Im Gegensatz zu Mohr würdigte die Jury des deutschen Fachjournalistenverbandes ihre „beeindruckenden journalistischen Leistungen“ und ihre Fähigkeit, komplexe politische und wirtschaftliche Inhalte so aufzubereiten, dass sie von einem breiten Publikum interessiert aufgenommen würden. Der Medientenor zur Einstellung ihrer ARD-Sendung lief dieser Auffassung überwiegend diametral entgegen.

### Lobbycontrol, 2006
2006 stellte die von der Bewegungsstiftung unterstützte Nichtregierungsorganisation Lobbycontrol eine kritische Studie zur Sendung vor. Die Studie kommt zum Ergebnis, dass Christiansen – unter anderem durch die Wahl ihrer Diskussionsteilnehmer – einen „neoliberal geprägten Reformdiskurs“ betreibe, in dem unternehmensnahe und marktliberale Positionen überwögen. Die Autoren führen vier Problemkreise an:
1. Elitäres und einseitiges Gästespektrum: „Die einseitige Einladepolitik schließt eine große Gruppe von der Artikulation ihrer Sichtweise und Interessen aus.“
2. Einseitiges Themenspektrum: Der Sozialstaat werde in den Sendungstiteln als Bedrohung dargestellt, so in „Melkkuh Sozialstaat – sind wir ein Volk von Abzockern?“ oder „Arm durch Arbeit, reich durch Hartz IV?“. Die Anhebung des Renteneintrittsalters und die Erhöhung der Mehrwertsteuer seien 2006 dagegen nicht thematisiert worden.
3. Neoliberal geprägter Reformdiskurs.
4. Mangelnde Transparenz: „Die Priorität für neoliberale Positionen wird verborgen, indem ihre Vertreter neutral und sachlich als ‚Experten‘ vorgestellt werden. Kritische Positionen werden demgegenüber vorsorglich ideologisch eingestuft.“ Beispielsweise sei der langjährige CDU-Mitarbeiter und Nicht-Ökonom Meinhard Miegel als „unabhängiger Rentenexperte“ eingeführt worden, der Wirtschaftswissenschaftler Rudolf Hickel jedoch als „linker Ökonom“.[23]

Der Autor der Studie, Ulrich Müller, kommt zu dem Ergebnis, dass im Untersuchungszeitraum von Januar 2005 bis Juni 2006 Wirtschaftsverbände und Unternehmer mit 50 Vertretern in der Sendung aufgetreten seien, während Gewerkschaften nur durch 16 und Sozialverbände durch drei Vertreter vertreten gewesen seien. Bürgerinitiativen und Verbraucherorganisationen seien nur als „Gäste am Rande“ zu Wort gekommen. Von zehn eingeladenen Ökonomen seien neun neoliberal; hierzu rechnet die Studie z. B. die Professoren Meinhard Miegel, Hans-Werner Sinn, Bernd Raffelhüschen und Paul Kirchhof. Im Gegensatz dazu seien prominente „linke“ Ökonomen wie z. B. Peter Bofinger oder Gustav Horn nie eingeladen worden. Aus Sicht der Studie kommt erschwerend hinzu, dass viele Gäste der Sendung mit der vom Arbeitgeberverband Gesamtmetall finanzierten Initiative Neue Soziale Marktwirtschaft verbunden seien. Die regelmäßigen und in kurzen Abständen wiederkehrenden Gäste, wie Sigmar Gabriel, zeugten laut Michael Konken von einem Programm-Konzept, dass „sehr nachdenklich“ mache.
Michael Heiks, Produzent in Sabine Christiansens Firma TV 21 GmbH, erklärte zu der in der Studie geäußerten Kritik, es reiche nicht aus, „Fliegenbeine zu zählen“. Die Liste der Ökonomen spiegele wider, wie die wichtigsten wirtschaftswissenschaftlichen Lehrstühle der Universitäten besetzt seien und welche Konzepte dort dominierten. Die Wochenzeitung Die Zeit merkte an, Heiks könne nicht überzeugend begründen, warum der Armutsbericht der Bundesregierung oder die Erhöhung des Rentenalters in der Sendung nicht thematisiert wurden. Heiks hatte in einem Interview darauf verwiesen, dass seine Redaktion im betreffenden Zeitraum bewusst versucht habe, „Themen anders zu setzen als noch in den Reformdebatten vor einem Jahr“.
Der Wirtschaftswissenschaftler Ulrich van Suntum, der sowohl für die arbeitgebernahe und in der Lobbycontrol-Studie kritisierte Initiative Neue Soziale Marktwirtschaft als auch für die Bertelsmann-Stiftung tätig war, kam zu einer der Lobbycontrol-Studie entgegengesetzten Auffassung und beklagte, dass in der Sendung zu wenig „ökonomischer Sachverstand“ zum Zuge gekommen und von ihm befürwortete Reformvorschläge nicht angemessen dargestellt worden seien.

### Frank Schirrmacher, 2011
Rückblickend bezeichnete der Publizist Frank Schirrmacher 2011 Christiansens Talkshow als „die einflussreichste Sendung“, die zur Durchsetzung einer neoliberalen Politik beigetragen habe. Zur Rolle Christiansens erklärte er: „Sie selber war ziemlich deutlich Partei“ und wies darauf hin, dass „immer die gleichen Gäste“ in die Sendung eingeladen wurden.
Schirrmacher bezeichnete zwei Ereignisse in der Sendung als „Zäsur“ in der deutschen Mediengeschichte: zum einen die Tatsache, dass Bundespräsident Horst Köhler in der 100. Sendung die gesamte Geschichtsschreibung „dieser Sendung unterordnete“, indem er historische Ereignisse entlang der Sendungsnummern verortete; zum anderen die die Sendung betreffende Aussage des CDU-Politikers Friedrich Merz, sie sei „wichtiger als die Reden im Deutschen Bundestag. Meinungsbildender.“ Zusammenfassend erklärte Schirrmacher: „Wenn Sie sich z. B. einmal so eine Sendung angucken und auch dazuzählen, dass der Moderator ja auch bezahlt wird vom öffentlich-rechtlichen System, muss man sich auch immer einmal fragen, wer dort eigentlich nicht vom Staat bezahlt wird, von denen, die dort reden. Da bleiben meist nur Funktionäre übrig, oder Lobbyisten. Genau. Das ist eine ganz merkwürdige Verzerrung von Wirklichkeit.“

## Rezeption
„[…] Ihre Talkshow hat die Republik verändert. Sie hat einen neoliberalen Diskurs geprägt, der zum Grundrauschen der Republik geworden ist. […] Das Eigentümliche der Sendung war und ist, dass Sabine Christiansen als durch und durch unpolitische Person mit ihrem fehlenden Erkenntnisinteresse perfekt zu den medienfixierten Jahren der rot-grünen Koalition passte […] Eine Durchreiche – das ist ein passendes Bild mit Christiansen als der Salondame, unzähligen Unternehmensberatern, deren Namen wir uns zu Recht nie gemerkt haben als Etagenkellnern, Gewerkschaftsvertretern als Spülpersonal, dem Professor Jürgen Falter aus Mainz als Gastrokritiker, der zu jedem Würstchen seinen Senf gibt, Klaus Wowereit als Unterhalter für die Party danach – und im Herrenzimmer bei Zigarren und Kognak Guido Westerwelle. Ab und an hoher Besuch vom Kanzler oder der Kanzlerin in Einzelaudienz. […] Sie alle haben […] Sonntag für Sonntag den Abgrund beschworen, vor dem das Land stehe, wenn es sich nicht von Grund auf reformiere, der Globalisierung stelle und den Gesetzen des Marktes ergebe. Wobei wir es hier nie mit der Freiburger Schule zu tun bekamen – der Sozialen Marktwirtschaft wurde vielmehr das Grab geschaufelt –, sondern mit den Chicago Boys. Der Markt wird es schon regeln, fürs Chaos sorgt der Staat. […] Schön, dass wir darüber gesprochen haben.“

„[…] wo sonst, wenn nicht bei Christiansen, ließen sich die Register einer Talkshow zur Selbstvergewisserung eigener Wichtigkeit so wunderbar ziehen. Reden, nicht reden lassen – das war die Devise der Alphamänner und -frauen in der Berliner Sendekuppel. […] Christiansen hat der politischen Unterhaltungsshow, dem Politainment, zum Durchbruch verholfen, keine Frage. In der Mediendemokratie musste es so kommen. Das Gleiche gilt für die Verflachung der politischen Diskussion und die Produktion gut klingender, aber nichtssagender Soundbits aus berufenem Mund. […] Ob ‚Domina in der Politarena‘ oder ‚Stichwortgeberin der Mächtigen‘, ob ‚Volksgerichtshof des Irrsinns‘ oder ‚Sendung mit der Maus‘ – Christiansen hat von Beginn an Zynismus und Häme herausgefordert. Nachbohren, aufdecken, kontern – das war nicht ihre Taktik. […] Die Moderatorin wird nicht als große Aufklärerin in die Geschichte eingehen, das ist sicher. Doch wahr ist auch: Sie bot ihren Gästen Gelegenheit, sich zu demaskieren. In dieser von vielen Kritikern zu gering geachteten Nebenwirkung zeigt sich eine Stärke des Fernsehens. […]“

„Es ist zu Ende. Ein Ruck geht durch Deutschland. […] Dass „Sabine Christiansen“ überhaupt knapp zehn Jahre und 447 Sendungen überstehen konnte, lag nicht nur an ihrem Knopf im Ohr (mit Instruktionen aus der Regie), der die Inspiration weitgehend ersetzte, sondern auch am genialen Sendeplatz, der die mangelnde intellektuelle Präsenz strukturell ausglich. Schon auf Maybrit Illners Donnerstagabend-Termin wäre Sabine Christiansen gnadenlos untergegangen. […] Als wollte sie zum Abschied noch einmal zeigen, was sie wirklich nicht kann, hatte Sabine Christiansen gestern Abend Bundespräsident Horst Köhler als einzigen Gast eingeladen. Ein echter Coup. Denn so potenzierte sich die Langeweile und Phrasenhaftigkeit in einem Ausmaß, das man kaum für möglich hielt. […] Ein letztes Lächeln der daueraufgekratzten Talk-Diva im weißen Hosenanzug: ‚Herzlichen Dank für die lange Treue‘, ein dicker Blumenstrauß und Horst Köhlers wahre letzte Worte: ‚Sie haben Fernsehgeschichte geschrieben.‘ Je mehr Zeit verginge, desto mehr Menschen würden dereinst sagen: ‚Ach, die Frau Christiansen …‘ Lieber Herr Bundespräsident, das sagen wir schon heute.“

„[…] Noch einmal, ein letztes Mal, hatte Sabine Christiansen der Berliner Republik eine Bühne bereitet. Noch einmal war sie die Spinne im Netz der Hauptstadt, bot sie ein Gewebe für die Schlagwortführer des Gewerbes. […] Geiers Sturzflug: Sabine Christiansen war ein letzter Gruß der New Economy […] Mit der Zeit bröckelten auch die Quoten bei dieser Nachtrunde der Republik. Der geneigte Zuschauer mochte einfach nicht mehr […] beim selben Programm bleiben und der Kunst der Wiederholung, der Reproduktion des Banalen weitere Chancen geben. Da hatten auch die größten der großen Intendanten der ARD ein Einsehen mit dem Laienspiel – zumal sie glaubten, in Günther Jauch den perfekten Nachfolger zu haben. Weil der Mann vom Privatfernsehen dann doch absagte, wird jetzt Anne Will am 16. September die Talkshow übernehmen. […] Nach all den Jahren mit ihr, nach all der Sonntagssoap, kann man ihr nicht oft genug sagen: ‚Ach, Frau Christiansen!‘“

## Preise
- 1999 Saure Gurke (Medienpreis des Medienfrauentreffens)